# Marquis Grissom
Marquis Deon Grissom (ur. 17 kwietnia 1967) – amerykański baseballista, który występował na pozycji środkowozapolowego.

## Montreal Expos
Grissom studiował na Florida A&M University, gdzie w latach 1987–1988 grał w drużynie uniwersyteckiej Florida A&M Rattlers, osiągając średnią 0,408. W czerwcu 1988 został wybrany w trzeciej rundzie draftu przez Montreal Expos. Zawodową karierę rozpoczął w Jamestown Expos (poziom Class A-Short Season), następnie w 1989 grał w Jacksonville Expos (Double-A) i w Indianapolis Indians (Triple-A).
W Major League Baseball zadebiutował 22 sierpnia 1989 w meczu przeciwko Los Angeles Dodgers, w którym zaliczył RBI single. 11 września 1989 w spotkaniu z Chicago Cubs zdobył swojego pierwszego home runa po narzucie Grega Madduksa. 28 lipca 1991 łapiąc fly ball w dziewiątej zmianie, zakończył mecz, w którym Dennis Martínez zanotował 13. w historii MLB perfect game. W 1991 i 1992 skradł najwięcej baz w lidze (odpowiednio 76 i 78). W sezonie 1993 po raz pierwszy zagrał w Meczu Gwiazd i po raz pierwszy otrzymał Złotą Rękawicę.

## Atlanta Braves
W kwietniu 1995 w ramach wymiany zawodników przeszedł do Atlanta Braves. W tym samym roku wystąpił we wszystkich meczach World Series, w których Braves pokonali Cleveland Indians 4–2. W meczu numer 6 Grissom zaliczył decydujący o mistrzostwie out, łapiąc fly ball po wybiciu Carlosa Baergi. W 1996 Braves ponownie zagrali w World Series, jednak ulegli New York Yankees.

## Cleveland Indians
W marcu 1997 w ramach wymiany przeszedł do Cleveland Indians. W meczu numer 2 American League Championship Series przeciwko Baltimore Orioles w pierwszej połowie ósmej zmiany zdobył trzypunktowego home runa, wyprowadzając Indians na prowadzenie 5–4. Wynik nie uległ zmianie i w serii best-of-seven było 1–1. W meczu numer 3 w drugiej połowie dwunastej zmiany skradł bazę domową, dając Indians zwycięstwo 2–1 i prowadzenie w serii. W sześciu meczach przeciwko Orioles Grissom zaliczył sześć odbić, zaliczył cztery RBI, skradł trzy bazy i został wybrany najbardziej wartościowym zawodnikiem serii. W World Series Indians przegrali z New York Yankees.

## Późniejszy okres
W grudniu 1997 został zawodnikiem Milwaukee Brewers, zaś w lutym 2001 Los Angeles Dodgers. W latach 2003–2005 grał w San Francisco Giants. W styczniu 2006 podpisał niegwarantowany kontrakt z Chicago Cubs, jednak w marcu 2006 postanowił zakończyć karierę zawodniczą. W sezonie 2009 był trenerem pierwszej bazy Washington Nationals.

## Nagrody i wyróżnienia
| Nagroda/wyróżnienie      | Lata                   | Źródło |
| 2× All-Star              | 1993, 1994             | [ 2 ]  |
| 4× Gold Glove Award      | 1993, 1994, 1995, 1996 | [ 2 ]  |
| Zwycięzca w World Series | 1995                   | [ 6 ]  |
| ALCS MVP                 | 1997                   | [ 9 ]  |